# スーパーシティ

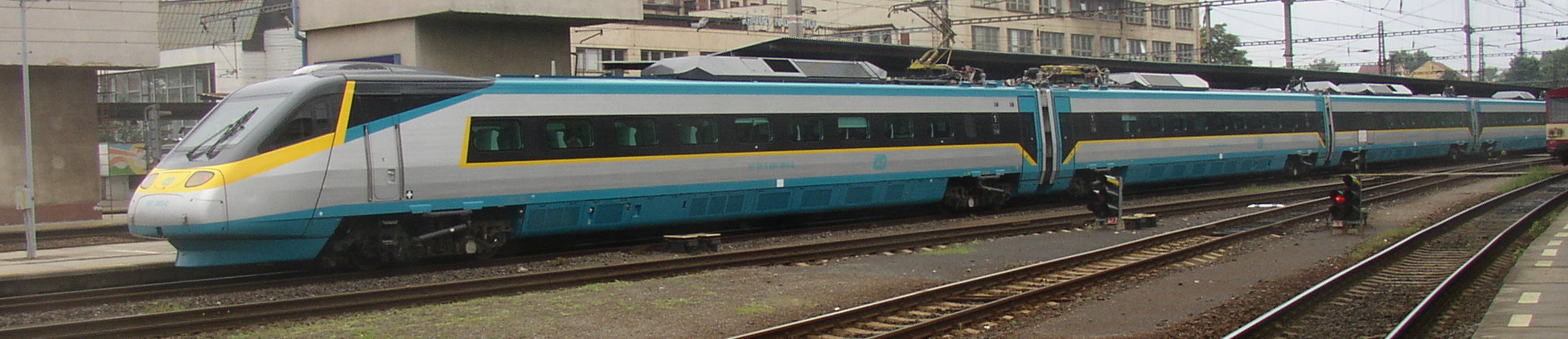
スーパーシティ

スーパーシティ (Super City) は、チェコを走る特急列車、または、その列車で運行される列車の種別。チェコ国鉄 (CD、CESKÉ DRÁHY)が運営し、同社の看板列車でもある。

## 列車データ
- 列車名：スーパーシティ(Super City)
- 運営:チェコ国鉄 (CD、CESKÉ DRÁHY)
- 運行区間（2007年夏ダイヤ）:
プラハ〜オストラヴァ（約3時間20分、1日6往復、日曜日は7往復）
プラハ〜ウィーン（オーストリア）（約4時間、1日2往復）：列車名にはチェコの偉人の名が付けられ、それぞれ「グレゴール・ヨハン・メンデル」(Johann Gregor Mendel)、「スメタナ」(Smetana)の愛称が付けられている。オーストリア国内の種別はユーロシティ(EC)となる。
プラハ〜ブラチスラバ（スロバキア）（約3時間50分、1日1往復）：列車名には"Slovenská strela"の愛称が付けられている。
- 使用車両:680系車両(イタリア・フィアット社製ペンドリーノ)
- 編成両数:7両
- 最高速度：160km/h?
- 運行開始：2005年

## 概要
チェコ国鉄(CD)が、山がちな国土であるチェコにおいて、高速新線を建設せず比較的低コストで主要都市間の所要時間の短縮のために、イタリアのフィアット社製のペンドリーノを用いて、スーパーシティ(SC)という列車名で2005年に運行を開始した。
運行当初はスーパーシティとしての運行はプラハ・オストラヴァ間のみであったが、曲線通過速度の向上や加減速性能の向上により、この区間の所要時間を以前（客車列車）の約4時間から約3時間半に短縮した。このころは初期故障に悩まされていたが現在は安定しており、2006年には国外のウィーンやブラチスラバにも足を延ばしている。
列車は7両編成であり、うち1等車2両、2等車4両、ビュフェ車両1両となっている。1・2等車両方とも3列シートとなっており、座席の色(1等車は赤系統、2等車は青系統）以外に設備面での大きな違いはない。乗車には追加料金が必要であり、予約が必要。
営業運転開始前の2004年11月18日には、試運転で237km/hの記録をマークしている（Brno〜Břeclav間）。これは2007年現在、チェコの鉄道としては史上最高の速度記録である。

## その他
チェコの「スーパーシティ」は現在、オーストリアにも直通しているが、そのオーストリアには、1991年から1996年まで、"SuperCity"の名を冠する国内ビジネス特急が運転されていた。これはオーストリアの国内種別であり、当然ながら、本稿のチェコの「スーパーシティ」とは何の関連もない。